# Flex (revistă)
Flex este o revistă lunară americană de culturism, publicată de grupul editorial American Media, Inc.
Revista a fost înființată în anul 1983 de către Joe Weider, astăzi apare în mai multe țări: Marea Britanie, Australia, Germania - ca ediții locale cu drepturi de autor. Și în România apare o ediție specială intitulată Flex Fitness, editată și publicată bilunar de arh. Florin Preduchin din Iași.
Primul număr al revistei a apărut în aprilie 1983, avându-l pe copertă pe câștigătorul titlului Mr. Olympia din acel an Chris Dickerson. FLEX este în esență o publicație soră a celebrei reviste Muscle & Fitness, însă orientată exclusiv spre culturismul de performanță.